# 朱天奎
朱天奎（1883年？月？日—1953年？月？日），字西垣，江蘇省甘泉縣（今屬揚州）人，宣統二年工科進士，曾留學英國杜伦大学。

## 生平
光緒三十一年(1905年)，南京派江南水師學堂管輪畢業生朱天奎赴奧國學習製造旋改赴英杜伦大学阿姆斯壯工學院（Durham University Armstrong College）留學（同行王助）。
宣統二年(1910年)九月二日，內閣奉上諭：朱天奎著賞給工科進士。
宣統三年(1911年)，授職翰林院編修。
歷充湖南實業學堂教習，遠赴英法德奧意等國考查槍礮各事，上海製造局槍礮科主任。
民國1年（1912年）9月8日，任海軍科長。
民國1年（1912年）9月16日，任海軍部軍械司艦政科主任。
民國2年（1913年）1月11日，任海軍造艦中監。
民國3年（1914年）5月25日，授四等文虎章。
民國8年（1919年）5月15日，授海軍造艦大監。
民國9年（1920年）1月1日，授四等嘉禾章。
民國11年（1922年）10月8日，因病辭職海軍部科長。
民國25年（1936年），中央公務員懲戒委員會收到監察院送來懲戒前交通部煙台航政辦事處主任朱天奎偽造報銷，違法舞弊案件，經中央公務員懲戒委員會議決：朱天奎免職，並停止任用一年，報呈國民政府批准。
抗战胜利后，在海军大学任造船机械系主任，1949年，由重庆随校迁往台湾，1953年病逝。

## 家庭
父亲朱德采有五子二女：长子朱天爵；次子朱天麐；三子朱天森；四子朱天奎；五子朱天昌。
朱天奎与第一任夫人的长子叫朱良钧，次子叫做朱良谟。第一任夫人去世后，朱天奎续弦，生下三子朱良骥和女儿朱良瑛。朱良钧是三一八惨案的烈士之一。